# Рудник Благојев Камен
Рудник Благојев Камен је бивши рудник злата у источној Србији основан 1902. а неактиван од 1961.Налази се на надморској висини од 252 метра.

## Почетак производње
Највећи део југословенске производње злата потиче из источне Србије где се оно добија у току прераде руде бакра. Поред златоносних руда бакра терени источне Србије веома су потенцијални и у погледу примарних и секундарних лежишта злата. Као најперспективније може се издвојити подручје Благојевог Камена где се у протеклих стотинак година одвијала значајна производња злата. Златоносна зона захвата подручје од Дунава на северу до Дебелог луга на југу, дужине око 25 и ширине 5-6 км. Кварцне жице у ширем подручју Благојевог Камена локализоване су у старим горњепротерозојиским и старијепалеозојиским формацијама које су услед регионалног метаморфизма и вишеструких тектонских деформација добиле веома сложену грађу.
Веома сложена морфологија кварцних жица у подручју Благојевог Камена, неравномерна дистрибуција злата и других претаћих елемената, као и релативно мале резерве били су неки од разлога за повремене прекиде производње и истраживања злата. На престанак интересовања за даља истраживања на овим теренима утицала је свакако и нагла изградња великих производних и прерађивачких капацитета у Бору и Мајданпеку чија се годишња производња злата може поредити са целокупном досадашњом производњом злата у Благојевом Камену. Дуги низ година по затварању рудника сматрало се да су резерве злата на овом подручју исцрпљене, без већих изгледа за проналажење нових.
Делимично исцрпљивање резерви руда бакра и све нижи садржаји злата у њој су неки од разлога који су довели до поновног враћања ″малим″ лежиштима. У протеклих 10-так година по обнављању истраживања, која су у првим годинама обухватала израду геолошке карте и детаљну проспекцију, нешто већа пажња је посвећена подручју јужно од Благојевог Камена, тзв.јужном ревиру док је северни део зоне нешто мање истраживан. Досадашњим радовима истражена су лежишта злата у долини Пека(Волујски кључ) и Бродице а отворено је лежиште злата Грабова река у јужном ревиру. Двогодишњи рад рудника показао је да и поред веома сложене грађе златоносних кварцних жица, што знатно отежава експлоатацију, могућа рентабилна производња. 

Златоносне жице у Благојевом камену првенствено су експлоатисали Римљани и то највећим делом са површине.Стари радови заузимали су око 500 хектара. Сем иѕ кварцних жица Римљани су копали ѕлато и са тераса.На левој обали реке Пек постоје 3 терасе и то на висинама од 86,52 и 30 метара иѕнад реке. Сав овај материјал је препрат и највећи део рудних резерви повађен је још од стране Римљана.

## Прогнозирање рудних лежишта у јужном ревиру Благојевог камен
Лежишта злата и волфрама рудног поља Благојев Камен локализована су у једној зони горњепротерозојиских зелених шкриљаца која се пружа од Дунава на северу до Дебелог луга на југу. Структурним истраживањима је утврђено да су лежишта формирана у оквиру једне сложене антиклиналне структуре која има генерално пружање ССЗ-ЈЈИ. У долини реке Пек језгро ове антиклиналне форме је деформисано раседом који представља наставак раније издвојеног ″борског″ раседа. То је регионална раседна структура у источној Србији дуж које је реверсно кретање западног блока. Лежиште Бродица и Железник формирана су у источном крилу ове антиклинале док се лежиште Грабова река налази у западном крилу.
Локално су лежишта формирана у оквиру ″секундарних″ антиклиналних форми, хектометарског распона крила. У оквиру таквих структура рудне жице су контролисане разломима чије је пружање приближно паралелно пружању оса ових антиклиналних форми.Један од критеријума при издвајању перспективних подручја било би и постојање ових структурних форми на том терену.

## Злато у долини Пека
Интересовање за златом и његова производња на овом подручју датира још из периода Римљана који су препирајући речне наносе и делове кварцних жица близу површине остављали трагове који се и дан данас могу наћи на овом подручју. То су гомиле препраног шљунковитог материјала у долини Пека и његових притока и стари зарушени рударски радови којима су кварцне жице откопаване до највише 30-так метара. Експлоатација злата из наноса пека и његових притока вршило је и локално становништво, јер су се овде често могле наћи ″саморотке″ злата од по неколико грама.
Први писани документ о испирању злата у Пеку потиче од барона Хердеру који је на позив кнеза Милоша Обреновића дошао у Србију 1835. године да би обишао рудоносне крајеве. Злато у наносима Пека први је истраживао један од пионира српског рударства Феликс Хофман, који је проучавао лежишта минералних сировина у источној Србији и прикупљао њихове узорке за париску изложбу 1888. године.
Прво друштво за истраживање и експлоатацију злата у наносима Пека основано је крајем прошлог века, а први озбиљнији радови на истраживању злата започели су 1902. године пошто је терен уступљен једној енглеској компанији. На основу неких рударских извештаја сматра се да је за време петнаестогодишње производње злата у периоду од 1904 до 1918. (најпре са једним а касније са четири багера) произведено око 3.000 кг злата. После 1. светског рата производња је прекинута.
Истраживања и експлоатација злата у наносима Пека су 1933.године када је алувијалне равни Пека узео у закуп Краљ Александар Карађорђевић. Производња је трајала све до почетка 2.светског рата када је багер онеспособљен; поново је пуштен у рад 1948.године, а већ 1952.године дефинитивно је обустављен рад багера. Поред злата из наноса Пека у околини Нереснице, вршено је и истраживање радова у горњем току Пека од Благојевог Камена до Дебелог Луга. Показало се да су и ти наноси златоносни као и све десне и леве притоке Пека.